# سلی‌پرولول
سلی‌پرولول (انگلیسی: Celiprolol) دارویی در دسته مسدودکننده‌های بتا است که در درمان فشار خون بالا به کار می‌رود. این دارو یک فارماکولوژی منحصر به فرد دارد: آنتاگونیست انتخابی گیرنده β۱، اما آگونیست جزئی گیرنده β۲ است. همچنین یک آنتاگونیست ضعیف گیرنده α۲ است.
این دارو در سال ۱۹۷۳ ثبت اختراع شد و در سال ۱۹۸۲ برای استفاده پزشکی تأیید شد.

## کاربرد پزشکی
اعتقاد بر این است که سلی‌پرولول با ترویج سنتز طبیعی کلاژن در رگ‌های خونی و با جابجایی بار فشار از عروقی که بیشتر در معرض تشریح و پارگی هستند، مزایای بالینی برای افراد مبتلا به نشانگان اهلرز-دنلوس عروقی دارد. در سال ۲۰۱۹، یک برنامه دارویی جدید (NDA) برای سلیپرولول توسط سازمان غذا و داروی ایالات متحده (FDA) رد شد، در عوض خواستار یک کارآزمایی «کافی و کنترل‌شده» برای تعیین اینکه آیا سلی‌پرولول خطر رویدادهای بالینی را در بیماران مبتلا به این بیماری کاهش می‌دهد یا خیر.

## نام‌های تجاری
نام‌های تجاری آن عبارتند از: Cardem, Selectol, Celipres, Celipro, Celol, Cordiax, Dilanorm.